# Jing (okres)
Jing (čínsky pchin-jinem Yìng, znaky zjednodušené 应, tradiční 應) je okres v městské prefektuře Šuo-čou v provincii Šan-si v Čínské lidové republice. Rozloha celého okresu je 1 708 km² a v roce 2008 v něm žilo přibližně 300 000 obyvatel.

## Historie
V 9. století, za říše Tchang, zde byl založen kraj Jing-čou (应州).
Po vzniku Čínské republiky byl kraj reorganizován v okres. Po vzniku Čínské lidové republiky se okres stal částí provincie Čachar. Roku 1952 byla provincie Čachar zrušena a okres se vrátil do provincie Šan-si, podléhal přitom prefektuře Jen-pej (雁北专区, od 1970 雁北地区), v letech 1959–1961 Ťin-pej (晋北专区). Roku 1993 okres Jing přešel ze zaniklé prefektury Jen-pej k městské prefektuře Šuo-čou.